# Corrente de fuga
Corrente de fuga é o termo geralmente utilizado para indicar o fluxo de corrente anormal ou indesejada em um circuito elétrico devido a uma fuga (geralmente um curto-circuito ou um caminho anormal de baixa impedância). 